# غابرييلا سانشيز
غابرييلا سانشيز (بالإسبانية: Gabriela Sánchez) هي لاعب هوكي الحقل أرجنتينية، ولدت في 27 أكتوبر 1962.

## وصلات خارجية
- غابرييلا سانشيز على موقع اللجنة الأولمبية الدولية (الإنجليزية)
- غابرييلا سانشيز على موقع أوليمبيديا (الإنجليزية)